# De Goorn
De Goorn is een dorp in de gemeente Koggenland, in de Nederlandse provincie Noord-Holland. Het dorp heeft ongeveer 3.815 inwoners.
Het dorp vormt samen met Avenhorn de hoofdplaats van de gemeente Koggenland, het gemeentehuis staat in De Goorn. De Goorn behoorde voor 1979 tot de gemeente Berkhout en van 1979 tot 2007 tot de gemeente Wester-Koggenland, waarin de gemeente Berkhout was opgegaan.

## Oorsprong naam en geschiedenis tot aan de 20e eeuw
De oudste vermelding dateert van ca. 1312 als "den Gore". De plaatsnaam De Goorn is meervoudsvorm voor de benaming goor, wat modder- of slijkland betekent. Bij De Goorn verwijst de naam naar drassig modderland dat vol sloten was gelegen. Sloten waren en zijn weliswaar typerend voor het gebied waar De Goorn in is gelegen, maar het meeste land was met laagveen bedekt en De Goorn dus niet; het vormde een soort overstromingsgebied. De plaats komt in 1745 voor als De Gooren, vanaf 1866 komt de spelling De Goorn voor. Ook kwam een tijdlang de spelling De Goorne naast die van De Goorn voor.
Het was in het begin een gehucht, maar nadat het in 1637 een kerk kreeg, kreeg het de status van dorp. Ook het grondgebied wat dan tot De Goorn werd gerekend werd groter. Het oorspronkelijke dorp was een lintdorp gelegen tussen De Burgt en Avenhorn in.

## 20e eeuw tot heden
De groei van dorp tot groot dorp vond plaats tijdens de verkaveling vanaf het einde van de jaren zestig van de twintigste eeuw. Vóór de verkaveling bestond het grondgebied van De Goorn vooral uit weilanden die omgeven waren door sloten en vooral per schuit te bereiken waren. Met de verkaveling kwam de eerste nieuwbouw, deze lag aan de rechterkant van de hoofdstraat De Goorn gezien vanuit de richting van Berkhout. Deze nieuwbouw wordt in de volksmond ook wel de oude nieuwbouw genoemd.
Qua grondgebied werd de plaats ook groter, zo werd halverwege de jaren zeventig de straat van De Burg, die van oorsprong bij de buurtschap De Burgt behoorde, later bij Westeinde en later nog Berkhout, bij De Goorn gevoegd. Na de aanleg van De Leet werd ook een deel van de Zuid-Spierdijkerweg van Zuid-Spierdijk (Spierdijk) ingelijfd. De Leet zelf was tot aan de nieuwbouw van De Goorn bij Ursem gelegen, maar omdat de voetbalvereniging van De Goorn naast de voor de verkaveling uitgegraven Ursemmerplas in Ursem lag, besloot men uiteindelijk de grens te verleggen. Thans ligt de grens daar waar de voetbalvereniging ophoudt en de Ursemmerplas begint.
In 1979 werd De Goorn de hoofdplaats van de nieuwe gemeente Wester-Koggenland, dit omdat het als neutrale keuze werd gezien van de samengevoegde gemeenten die ieder een eigen dorps/gemeentecentrum hadden. Ook speelde mee dat De Goorn naast Avenhorn het meest centraal lag in de nieuwe gemeente.
In de jaren tachtig van de twintigste eeuw vond er nieuwbouw plaats aan de linkerkant van de hoofdstraat De Goorn gezien vanuit de richting van Berkhout. In de jaren negentig volgde het tweede deel van deze nieuwbouw. Beide werden in het begin in de volksmond onderscheiden met de namen Nieuwe Nieuwbouw en Nieuwe Nieuwe Nieuwbouw. Later verschoof dat naar Nieuwbouw (het eerste deel) en Nieuwe Nieuwbouw (het tweede deel). Tegelijk ontwikkelde zich ook het bedrijventerrein, bedrijvenpark De Vredemaker dat tussen de nieuwbouw van De Goorn en de weg De Braken is gelegen.
Aan het eind van de jaren negentig en begin van de 21e eeuw begon het derde deel van de nieuwbouw; deze zorgde ervoor dat de nieuwbouw steeds dichter bij de oude nieuwbouw van Avenhorn kwam. Maar ook vanuit Avenhorn werd in de richting van De Goorn gebouwd. En zo zijn de twee dorpen aan elkaar gegroeid rond 2004, met als de grote afronding het nieuwe winkelcentrum, De Vijverhof, net over de dorpsgrens in Avenhorn. Eigenlijk ligt het precies op de beide dorpsgrenzen, maar er werd gekozen voor weer een nieuwe dorpsgrens, in het verleden behoorde het al tot Avenhorn en dus sinds het winkelcentrum weer opnieuw.
De Goorn had daarvoor het winkelcentrum, maar door een planologische inschattingsfout kon het winkelcentrum niet meegroeien met de groei van De Goorn en Avenhorn en van het aantal bezoekers daarbuiten. Het oude winkelcentrum huisvest nog wel een aantal winkels, maar ook de bibliotheek van De Goorn is er gevestigd. Recht tegenover het oude winkelcentrum ligt een groot Chinees restaurant. Ook aan de hoofdweg van de plaats De Goorn, zijn nog winkels te vinden, zo ook de twee cafés en de kerk.
Een ander uitgaanscentrum, bekend als de Houten Herberg, lag tot aan de sloop in 2020 aan De Burg. Deze vormde een belangrijke schakel in het uitgaansleven in de regio, ook voor de inwoners van de nabijgelegen stad Hoorn.

## Kerkelijk leven
De Goorn is een katholieke enclave in een grotendeels hervormde omgeving. De kerk van het dorp is een parochiekerk, genaamd de "Onze Lieve Vrouw van de Heilige Rozenkrans", die tot voor kort bediend werd door paters Dominicanen. Het werd in 1637 gesticht als statie en, na het herstel van de bisschoppelijke hiërarchie in 1857, een parochie. Ondanks dat de parochie in de kleinste plaats is gelegen van alle in Nederland - de andere zijn gevestigd in Amsterdam, Utrecht, Rotterdam, Schiedam en Zwolle - kent het verreweg het grootste aantal leden.

## Sport
Het dorp heeft een tennisvereniging (Apollo), amateurvoetbalclubs (RKEDO en Kwiek) en een overdekt zwembad (Koggenbad). 
Dorpen: Avenhorn · Berkhout · Bobeldijk · De Goorn (gemeentehuis) · Grosthuizen · Hensbroek · Obdam · Oudendijk · Rustenburg · Scharwoude · Spierdijk · Ursem · Wogmeer · Zuidermeer

Buurtschappen: Berkmeer · Baarsdorpermeer · De Hulk (deels) · Kathoek · Noord-Spierdijk · Noorddijk · Noordermeer · Obdammerdijk · Oosteinde

Gehuchten: Oostmijzen · Zuid-Spierdijk
Noord-Holland: Steden en dorpen in Noord-Holland      Nederland: Provincies · Gemeenten